# Коновалов Володимир Вікторович
Володимир Вікторович Коновалов (нар. 5 січня 1973) — радянський, білоруський та український футболіст, виступав на позиції нападника.

## Життєпис
У 1990 році потрапив в заявку донецького «Шахтаря», однак виступав за дублюючий склад. У 1991 році перебрався в «Балтику». Після розпаду СРСР виступав за білоруський «Ведрич».
У 1993 році разом з колишнім одноклубником по «Балтиці» і «Ведричі» Романом Мелешко поповнив ряди владикавказького «Спартака». Дебютував у чемпіонаті Росії 13 березня 1993 року в домашньому матчі 2-го туру проти нижньогородського «Локомотива», вийшовши на заміну на 70-ій хвилині матчу замість Алі Алчагірову. Всього ж за сезон провів 22 матчі в чемпіонаті Росії.
За повідомленнями преси тих років, неодноразово відраховувалися з команди, але кожного разу заслуговував вибачення.
Коли ж його і Мелешка остаточно вигнали зі столиці Північної Осетії, футболісти подалися в першу лігу Білорусі в клуб МПКЦ з Мозиря, яка виплатила пристойну компенсацію в касу російського клубу. У 1994 році грав за «Азовець». У 1996 році разом з МПЦК виграв чемпіонат і Кубок Білорусі, будучи єдиним легіонером. Надалі виступав за «Гомель» і мінське «Торпедо».
У 1999 році грав за російський клуб «Реформація» з Абакана. Повернувшись в Білорусь, виступав за «Торпедо-Кадино» і «Нафтан».
Завершив кар'єру 2001 року в «Ведричі».
У 1992-1994 роках виступав за молодіжну збірну Білорусі. 20 липня 1992 року взяв участь у неофіційному матчі першої збірної Білорусі проти команди Литви, замінивши на 76-ій хвилині Валерія Величка.

## Досягнення

### Командні
МКЦП (Мозир)
- Білоруська футбольна вища ліга
  -  Чемпіон (1): 1996

- Кубок Білорусі
  -  Володар (1): 1995/96